# Crypsimetalla aurata
Crypsimetalla aurata là một loài bướm đêm trong họ Geometridae.